# Övre Örasjön, Jämtland
Övre Örasjön är en sjö i Bräcke kommun i Jämtland och ingår i Ljungans huvudavrinningsområde. Sjön har en area på 0,0993 kvadratkilometer och ligger 398 meter över havet. Vid provfiske har abborre och röding fångats i sjön.

## Delavrinningsområde
Övre Örasjön ingår i det delavrinningsområde (696136-151013) som SMHI kallar för Utloppet av Alan. Medelhöjden är 335 meter över havet och ytan är 15,52 kvadratkilometer. Räknas de 275 avrinningsområdena uppströms in blir den ackumulerade arean 2 758,48 kvadratkilometer. Gimån som avvattnar avrinningsområdet har biflödesordning 2, vilket innebär att vattnet flödar genom totalt 2 vattendrag innan det når havet efter 130 kilometer. Avrinningsområdet består mestadels av skog (72 procent). Avrinningsområdet har 1,36 kvadratkilometer vattenytor vilket ger det en sjöprocent på 8,8 procent.